# Róbert Kovács
Róbert Csatlós Kovács (2 agosto 1977) è un pallanuotista ungherese. Ha allenato le giovanili del Vasas e dell'Ujpest.
Nel 2023 ha conquistato la medaglia d'oro alla guida della nazionale ungherese ai Mondiali under-20.

## Palmarès

### Club
- Campionato ungherese: 4

Vasas: 2007, 2008, 2009, 2010
- Coppa d'Ungheria: 2

Vasas: 2001, 2009